# 吳健保
吳健保（1950年11月29日—2024年9月8日），臺灣政治人物，人稱「保二哥」。曾為中國國民黨籍，曾任臺南縣議會第14屆副議長、第15、16屆議長，並於議長任內參選立委落敗，後當選第1屆台南市議員，但因涉案被撤銷黨籍、缺乏政黨奧援，未能當選首屆大台南市議會議長。2009年中華職棒假球事件「雨刷集團」幕後金主。2014年為了躲避假球案的10年刑期逃亡海外，直至2019年被逮捕才入獄服刑。2024年5月假釋出獄，9月病逝。
其子吳禹寰於2018年以無黨籍當選台南市議員。

## 生平
吳健保成長於臺南縣仁德鄉二空新村眷村。
2004年勒索南科包商，但最後不起訴。
2006年盜採曾文溪砂石暴利十億，並經檢方起訴圍標罪、結夥竊盜罪、行賄罪嫌等。但台南地方法院判決無罪。
2008年中華民國立法委員選舉，代表中國國民黨參選台南縣第三選區（今台南市第五選區）選舉，以8千餘票的差距敗給民主進步黨候選人李俊毅。
2009年中華職棒假球事件被求刑9年，但因民意代表保護傘，而未被拘捕。 
2010年五都升格，臺南縣市合併，五都選舉當選台南市議會第1屆議員。同年10月吳健保涉嫌操控職棒假球案（南檢偵辦部份）宣判，共涉12條賭博罪併科罰金22萬元，假球部分則依詐欺罪判2年有期徒刑，並被國民黨撤銷黨籍，由此國民黨中央指示黨內13名議員在同年12月議長選舉一律票投自己作為抵制，然而第二輪卻出現10名國民黨議員跑票，吳健保最終仍以21票對30票敗給民進黨議員賴美惠，未能當選首屆大台南直轄市議長，綠營在台南市首度完全執政。事後國民黨開除10名跑票的議員黨籍，民進黨亦開除3名跑票的議員黨籍，使台南市議會的無黨籍議員上升至30名，隔年1月以吳健保為首的20名無黨籍議員組成「大台南問政監督聯盟」。
2011年為了台南市工程款的配給爭議，而與台南市市長賴清德爆發衝突。同年台南高分院認定盜採曾文溪砂石罪證明確，不法利益超過二億二千萬元，改依加重竊盜、行賄等罪，合併判刑三年六月，褫奪公權一年，並解除其議員職權。
2011年12月13日，臺灣高等法院臺南分院維持職棒假球案（南檢偵辦部份）一審詐欺罪有罪判決，全案定讞。
2012年1月16日，因職棒假球案（南檢偵辦部份）詐欺罪，經監獄身體檢查後入監服刑。
2012年11月6日，台北高等行政法院認定吳健保所涉盜採曾文溪砂石案尚未定讞，行政院解除吳健保臺南市議會議員職務違法。
2013年5月13日，職棒假球案（南檢偵辦部份）詐欺罪，獲得假釋。
2013年5月23日，最高行政法院判決行政院解除吳健保臺南市議會議員職務違法，惟吳健保涉詐欺案件遭判刑定讞，仍遭解除議員職務。
2014年8月13日，高等法院維持職棒假球案（新北檢偵辦部份）詐欺罪兩年三個月徒刑，恐嚇罪部分判刑三年兩個月徒刑之判決，全案定讞。
2014年9月30日，因職棒假球案（新北檢偵辦部份）之恐嚇罪，而須入監服刑，但吳健保在發監前離開居住地未到案執行，行蹤成謎。
2019年1月16日，被菲律賓警方發現藏匿於呂宋島蘇比克灣一處別墅內並逮捕到案，並於2月6日押解返台。
2024年5月13日，從台中監獄假釋出獄。
2024年9月8日上午，於台南市立醫院病逝，享壽74歲。

## 選舉紀錄
| 年度 | 選舉屆數               | 選舉區             | 所屬政黨   | 得票數 | 得票率 | 當選標記 | 備註 |
| ---- | ---------------------- | ------------------ | ---------- | ------ | ------ | -------- | ---- |
| 1998 | 第十三屆臺南縣議員選舉 | 臺南縣第九選舉區   | 中國國民黨 | 8,474  | 10.13% |          |      |
| 2002 | 第十四屆臺南縣議員選舉 | 臺南縣第九選舉區   | 中國國民黨 | 8,074  | 10.02% |          |      |
| 2006 | 第十五屆臺南縣議員選舉 | 臺南縣第九選舉區   | 中國國民黨 | 10,716 | 12.37% |          |      |
| 2008 | 第七屆立法委員選舉     | 臺南縣第三選舉區   | 中國國民黨 | 76,285 | 47.34% |          |      |
| 2010 | 第一屆臺南市議員選舉   | 臺南市第十六選舉區 | 無黨籍     | 14,805 | 14.44% |          |      |

## 外部連結
- 你該知道的共犯結構 （页面存档备份，存于）